# Norra Östersjön
Norra Östersjön är den nordligaste delen av egentliga Östersjön och avgränsat i norr av Ålands hav och Skärgårdshavet, i öster av Finska viken och Estland, i söder av Centrala Östersjön och i väster av Sverige. Sveriges Nationalatlas (SNA) delar upp egentliga Östersjön i Norra Östersjön, Centrala Östersjön, Södra Östersjön och Gdańskbukten.